# Tương Bần

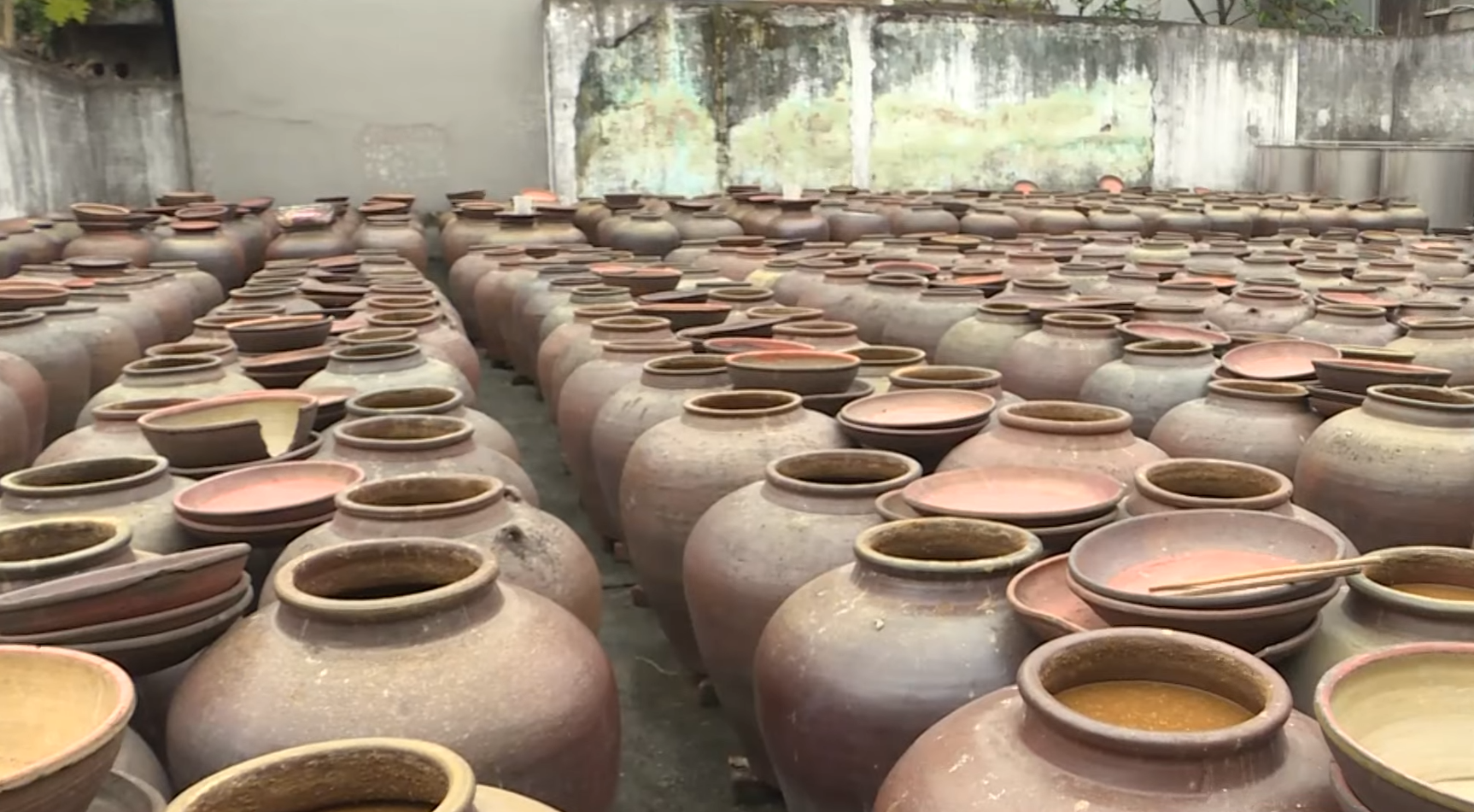
Chum ủ tương Bần ở Hưng Yên, Việt Nam năm 2024

Tương Bần, còn gọi là tương làng Bần hoặc tương Bần Yên Nhân, là một loại tương được sản xuất tại phường Bần Yên Nhân, thị xã Mỹ Hào, Hưng Yên, Việt Nam. Đây được đánh giá là một trong những loại tương ngon của đất nước Việt Nam. Đặc trưng cho vùng Đồng bằng Bắc Bộ.

## Lịch sử
Tương Bần có tiếng từ khoảng cuối thế kỷ XIX, nó đã trở thành một trong những món ăn đặc sản của Việt Nam, cùng với nhãn lồng, tương Bần còn là sản vật của vùng đất Hưng Yên được dâng lên đức vua.
Tương Bần chính thức trở thành mặt hàng thương mại vào khoảng thời gian đầu thế kỷ XX, gắn liền với sự mở rộng của tuyến quốc lộ 5 Hà Nội - Hải Phòng. Năm 2022, Hiệp hội làng nghề tương Bần có 17 hộ gia đình là hội viên, trong đó có 5 hộ sản xuất quy mô lớn, sản lượng hàng nghìn lít/năm, tổng sản lượng của cả phường Bần Yên Nhân hiện nay khoảng trên 2 triệu lít/năm.

## Chế biến
Tương Bần được chế biến qua 2 giai đoạn là chọn nguyên liệu và làm tương.

### Nguyên liệu
Nguyên liệu chính của tương Bần là đậu tương (còn gọi là đậu nành), muốn tương ngon thì phải chọn đúng loại được trồng trên đất Hưng Yên, để có được độ đậm ngọt nhất định và to vừa. Các nguyên liệu còn lại là nếp cái hoa vàng và muối trắng. Thứ dùng để lên men là mốc Aspergillus Oryzae và chum sành.

### Làm tương
Gạo nếp sàng sạch, nhặt bỏ sạn rồi đem vo sạch, ngâm khoảng nửa tiếng rồi vớt rao đồ chín cho vào nong, xếp một lượt lá nhãn hoặc lá khoai, chờ lên mốc vàng như hoa cải. Đỗ tương đem rang với cát, đảo đều với lửa nhỏ để cho hạt chín đều từ bên ngoài vào bên trong, có màu vàng và mùi thơm lựng. Sau khi rang,xay,cho đỗ tương vào ngâm nước đúng 7 ngày 7 đêm, không ít hơn hoặc nhiều hơn, nếu không thì hạt sẽ bị chua (ít hơn 7 ngày) hoặc úng (nhiều hơn 7 ngày). Nước ngâm đỗ đó được đem ủ với mốc, bóp thật nhuyễn cho hai thứ quyện với nhau, gia vị bằng nước muối đã được lọc sạch rồi bỏ tất cả hỗn hợp ấy vào chum phơi nắng ít nhất từ 2 tháng đến 6 tháng, tốt nhất là 2 năm. Trong khoảng thời gian phơi nắng, người làm đỗ tương phải lấy cây khuấy tương mỗi buổi sáng. nắng là một yếu tố quan trọng, trời càng nắng nóng thì chất lượng tương càng cao, vì vậy 3 đến tháng 8 hàng năm chính là mùa làm chính của làng nghề.
Sản phẩm tương làm ra có màu nâu sậm, sánh, mùi thum thủm tương tự mùi phân bón mục rữa và nếm thì có vị mặn lẫn ngọt bùi và ngăm, có thể bảo quản từ 2 đến 3 năm nếu làm đúng cách.

## Vấn đề vệ sinh thực phẩm
Vì tương bần được làm theo cách truyền thống (ủ trong chum) và dùng mốc để ủ nên có các nhà khoa học lo ngại vì trong thành phần của tương có tận hai loại nấm trong thành phần của mốc dùng làm tương là Aspergillus Oryzae và Aspergillus Flavur, với Aspergillus Oryzae là nấm tốt men cao trong khi Aspergillus Flavur lại sinh ra độc tố Aflatoxin (có thể gây tổn thương hệ thần kinh trung ương, tim, phổi, và sinh ra một số chất độc hại khác). Vấn đề vệ sinh ở đây là phải phải tách riêng và loại bỏ nấm Aspergillus Flavur. Nhưng đến nay vẫn chưa có công trình nào nghiên cứu chính thức về vấn đề này.

## Trong văn hóa Việt Nam
Tương Bần đã đi vào câu ca dao nổi tiếng:
Anh đi anh nhớ quê nhà
Nhớ canh rau muống nhớ cà dầm tương
Dưa La, cà Láng
Nem Báng, tương Bần
Hoặc câu thành ngữ
Nát như tương Bần